# Nieuw-Oost-Pruisen
Nieuw-Oost-Pruisen (Duits: Neuostpreußen; Pools: Prusy Nowowschodnie) was een provincie van Pruisen die het land verwierf in de derde Poolse deling (1795).

## Algemeen
De provincie, ongeveer het gebied tussen de Memel en de Westelijke Boeg, omvatte (delen van) de Poolse woiwodschappen Warschau (Warszawa), Podlachië (Podlaskie), Rawa en Płock en het Litouwse woiwodschap Trakai (Trock) met de steden Warschau en Białystok. De oppervlakte bedroeg iets minder dan 55.000 km², het inwonertal ongeveer 1 miljoen.
De provincie kwam bij de Vrede van Tilsit (1807) grotendeels aan het Hertogdom Warschau, het gebied rond Białystok echter aan Rusland. Na de ontmanteling van het hertogdom kende het Congres van Wenen (1815) het gebied als deel van Congres-Polen geheel aan Rusland toe.

## Bestuur

### Militair gouverneur
- 1794-1796: Johann Heinrich von Günther

### Leidend minister
- 1796-1807: Friedrich Leopold von Schrötter

Ermland (1772) · Netzedistrict (1772) · Nieuw-Oost-Pruisen (1795) · Nieuw-Silezië (1795) · West-Pruisen (1772) · Zuid-Pruisen (1793)